# Kranfahrzeug
Ein Kranfahrzeug oder Mobilkran (auch Kranwagen oder Autokran/Fahrzeugkran genannt) ist ein fahrbarer Auslegerkran auf einem Rad- oder Kettenfahrwerk.
Die ersten leistungsfähigen Kranfahrzeuge wurden in den 1960er Jahren entwickelt. Sie verfügten bereits über dieselelektrische und dieselhydraulische Antriebe und konnten mit einem Teleskopausleger schwere Lasten schnell und sicher bewegen. Im Laufe der darauffolgenden Jahrzehnte wurden die Reichweite und die maximal mögliche Traglast stetig verbessert.

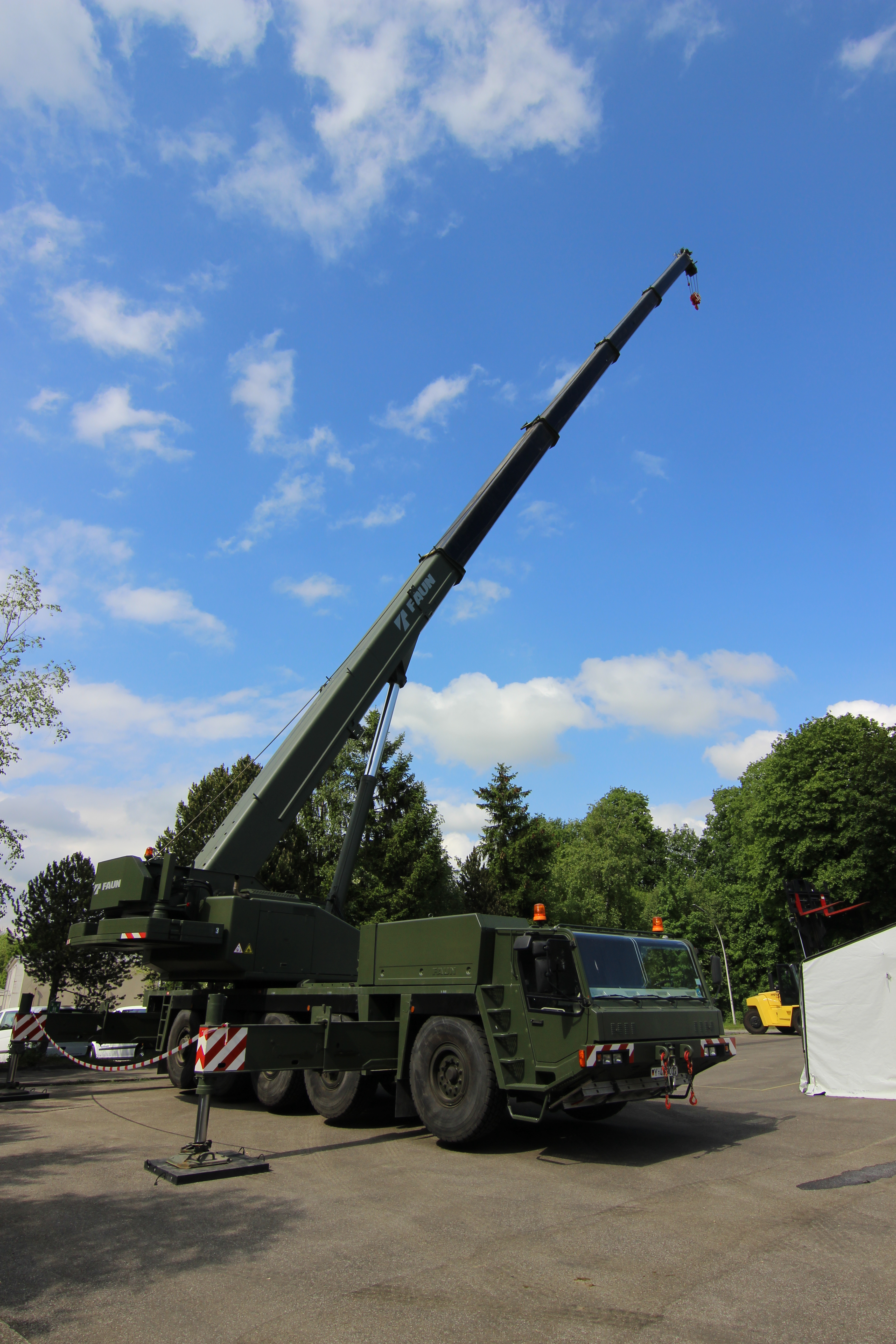
Kranfahrzeug der Bundeswehr von Tadano Faun in Arbeitsstellung mit ausgefahrenem Kran

Das Kranfahrzeug, dessen Bestimmung es ist, nur als Kran zu fungieren, sollte nicht mit dem Nutzfahrzeug verwechselt werden, das als Hilfsfunktion einen Ladekran an Bord hat.

## Einsatz

### Einsatzgebiete

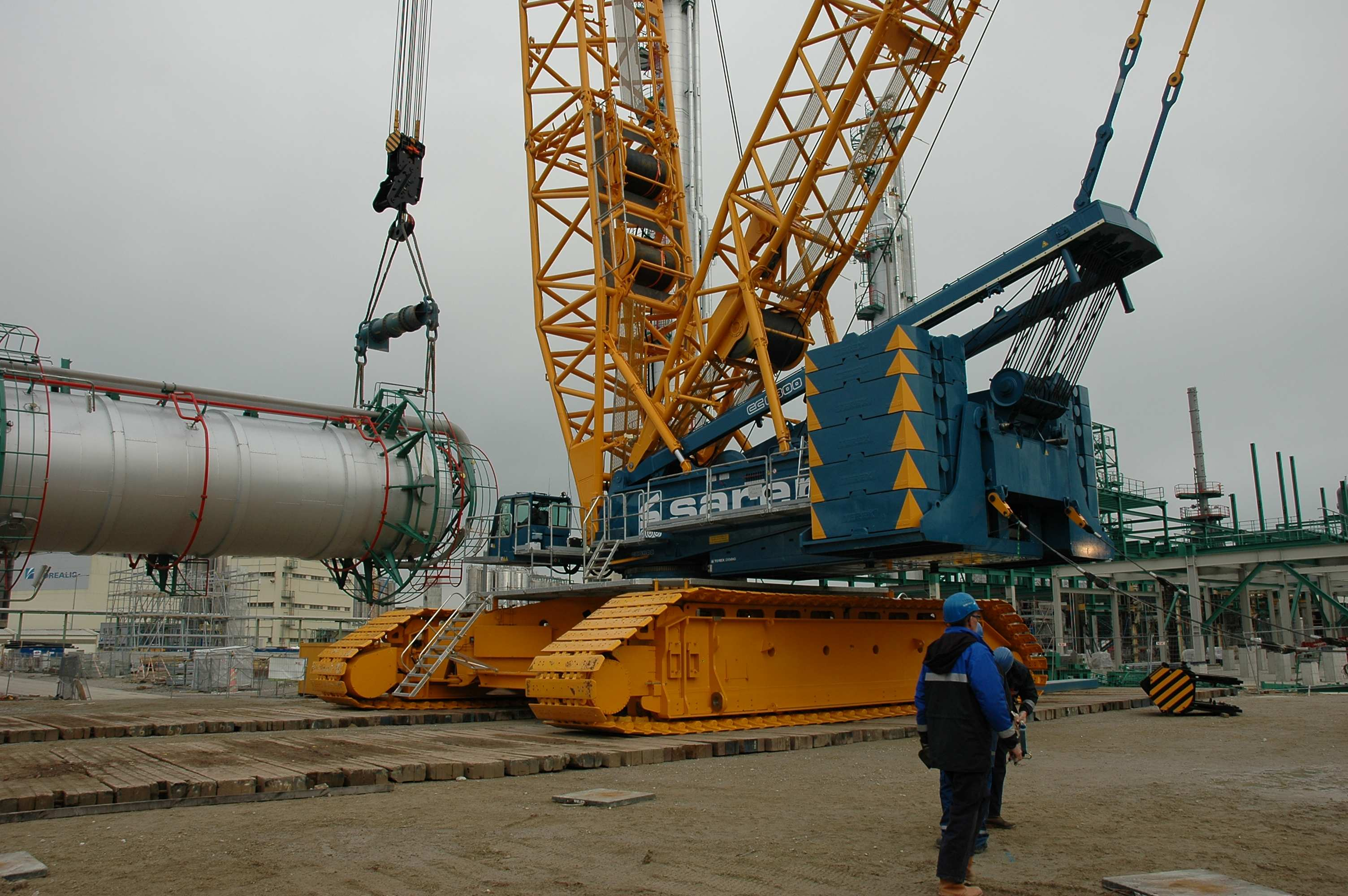
1.250-t-Raupenkran beim Aufstellen eines Reaktors

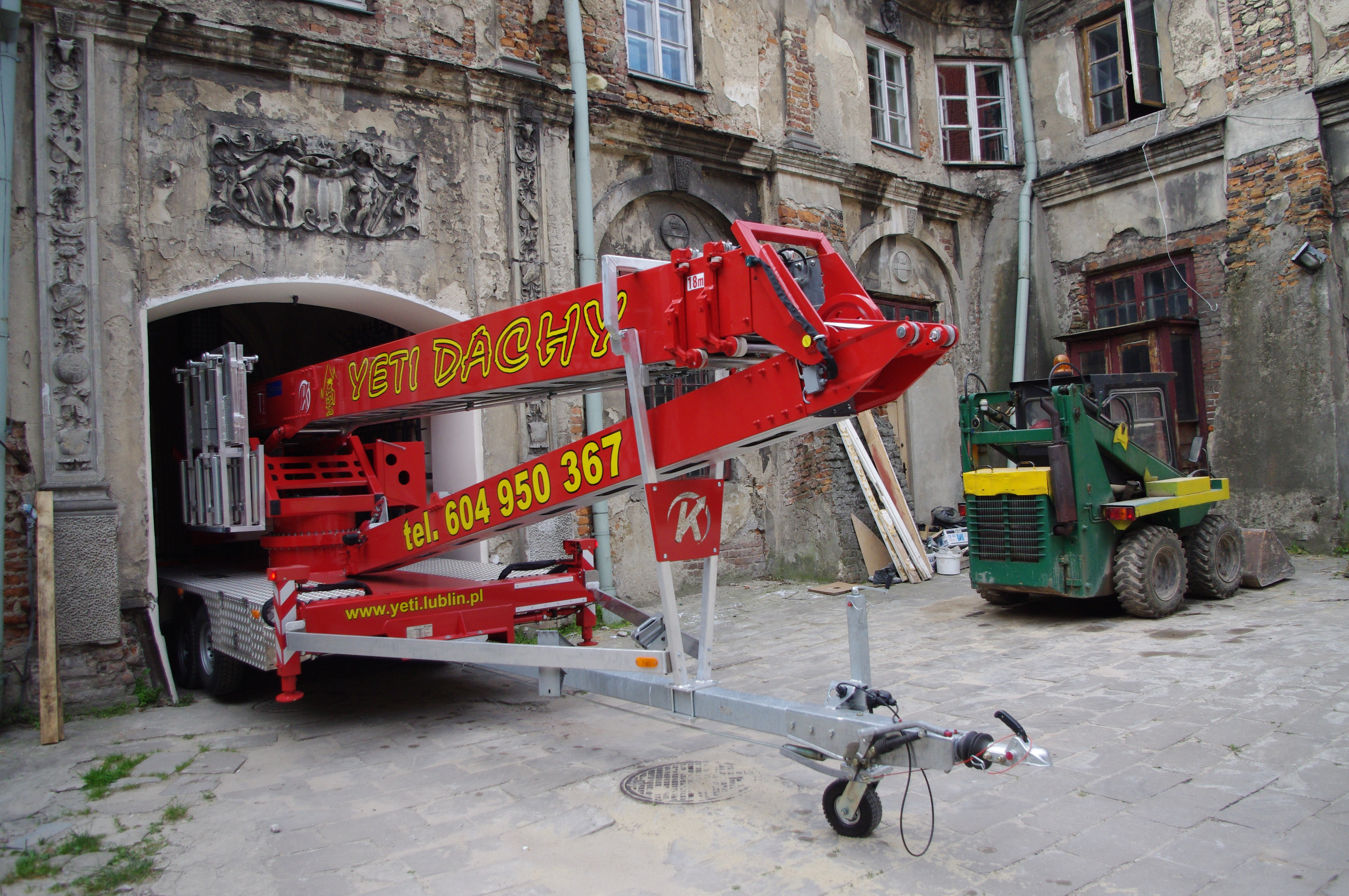
Anhängerkran in der Zufahrt eines Innenhofes

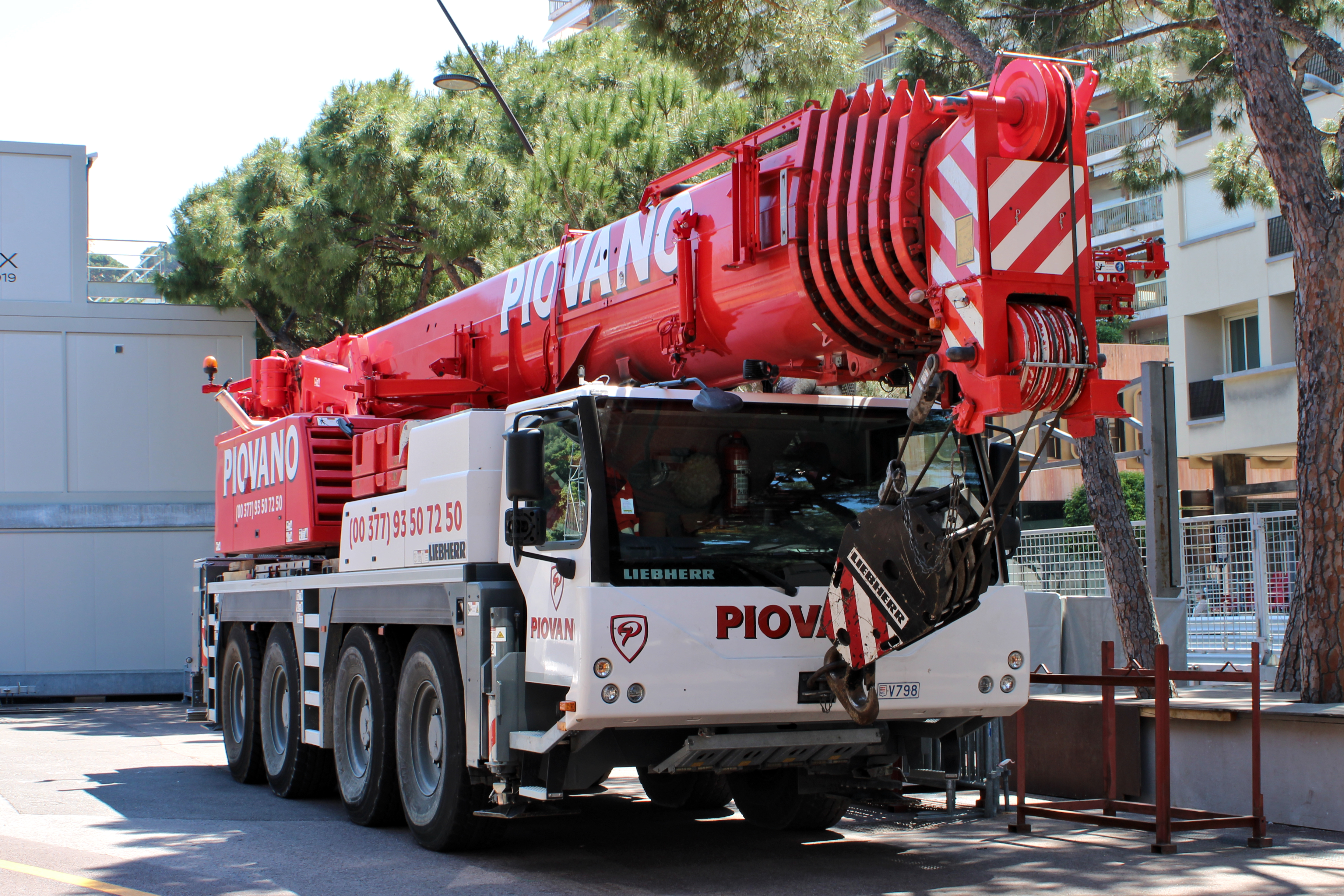
Liebherr-Fahrzeugkran zur Bergung verunglückter Rennwagen am Circuit de Monaco

Fahrzeugkrane sind unentbehrliche Helfer für die Bauwirtschaft und den Schwertransport. Sie kommen dann zum Einsatz, wenn keine stationären Krane vor Ort verfügbar sind oder diese nicht verwendet werden können.
Die Einsatzgebiete von Fahrzeugkranen sind:
- die Montage von Betonfertigteilen und Stahlkonstruktionen, zum Beispiel der Bau von Funktürmen und Freileitungsmasten
- Hochbau
- Brückenbau
- Aufbau von Windenergieanlagen
- Großbaustellen, wie bei der Montage von Containerterminals
- Aufbau verfahrenstechnischer Anlagen, beispielsweise bei der Montage von Großtankbehältern
- Aufbau von Kraftwerken
- Aufbau von petrochemischen Anlagen
- Rettung von Personen oder Bergung von verunfallten Schienen- oder Straßenfahrzeugen.
- Ermöglichen von Revisions- und Kontrolluntersuchungen an Anlagen und Gebäuden (siehe auch: Brückenseilbesichtigungsgerät)
- Auf- und Abbau transportabler Fahrgeschäfte

Kleinere Autokräne auf leichteren Fahrgestellen werden aufgrund ihrer Abmessungen auf engen Baustellen in der Innenstadt eingesetzt.
Die Einsatzgebiete von kleineren Fahrzeugkranen sind:
- Bedachungen/Dachsanierungen
- Zimmereiarbeiten
- Verglasungen
- Schornsteinarbeiten
- Solarinstallation
- Baumbeschnitt
- Nutzung als Hubarbeitsbühne

### Einsatzplanung

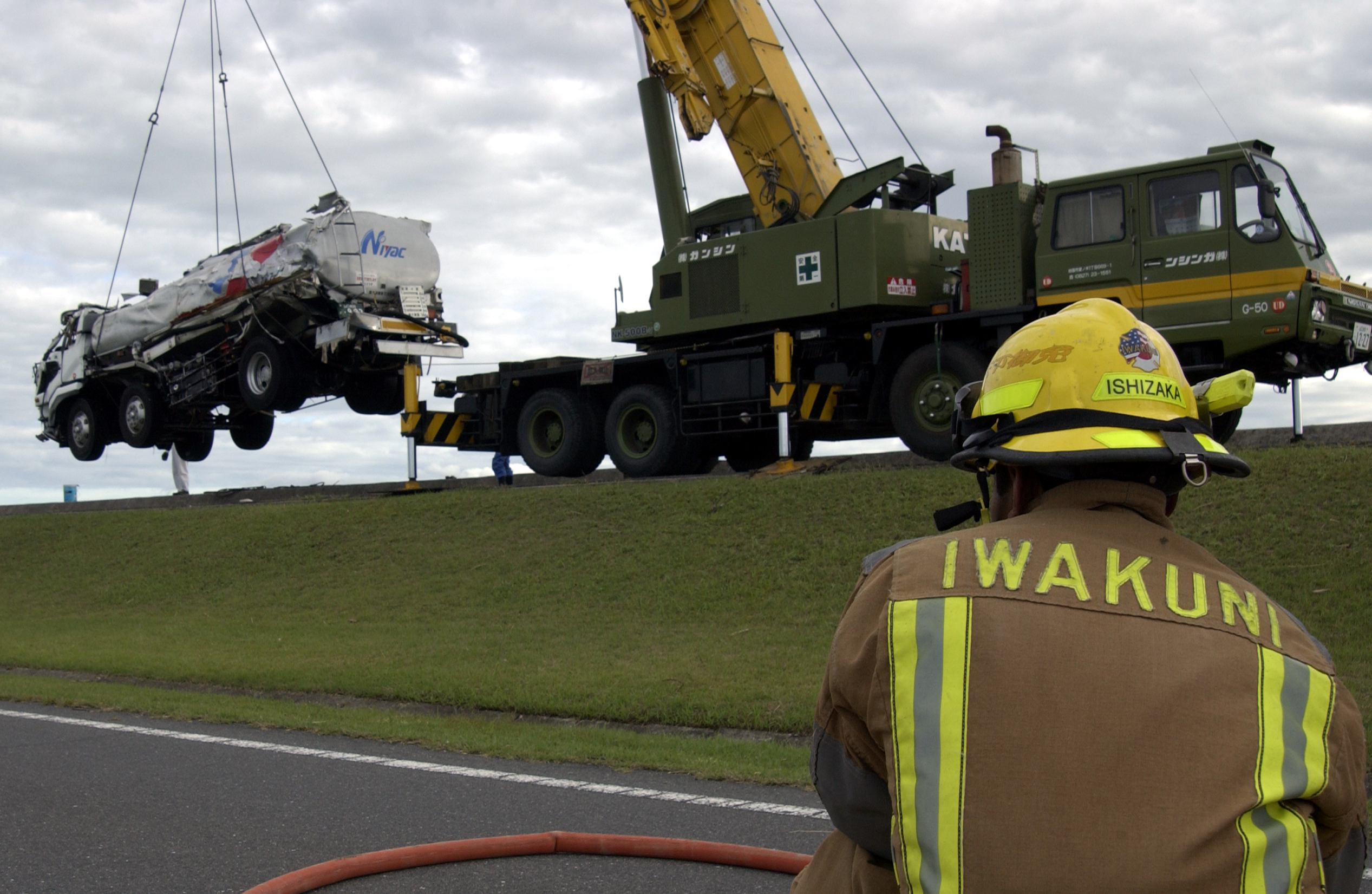
Fahrzeugkran der japanischen Armee

Um unvorhergesehene Probleme und gefährliche Improvisationen des Kranführers zu vermeiden, sind alle benötigten Informationen über den Anfahrweg, über die Erkundung der Einsatzbedingungen vor Ort, über die Hubkoordinaten des Lastentransports sowie die Eigenschaften und Anschlagmöglichkeiten der Last zu beschaffen. Diese Angaben dienen als wichtige Grundlage für einen sicheren und reibungslosen Einsatzablauf. In Abhängigkeit vom Gewicht der Last, der benötigten Hubhöhe und Ausladung sowie den örtlichen Gegebenheiten am Einsatzort und der Art des Kraneinsatzes wird der geeignete Kran ausgewählt. Bei Kraneinsätzen im innerstädtischen Bereich ist vorher abzuklären, ob eine Straßenteil- oder Straßenvollsperrung erforderlich ist. Dem Kranführer ist mitzuteilen, ob besondere Anschlag- oder Lastaufnahmemittel benötigt werden, ob ein Einweiser, evtl. mit Sprechfunk, erforderlich ist und ob zusätzliches Material zur Unterbauung des Kranes mitzuführen ist.
Unter Beachtung der Maße von Durchfahrtshöhen und -breiten sowie der höchstzulässigen Fahrbahn- und Brückenbelastungen ist die Fahrtstrecke festzulegen. Am vorgesehenen Standplatz des Kranes sind die Bodenverhältnisse zu prüfen, und ob im Umfeld befindliche Bauwerke oder Bäume bzw. elektrische Freileitungen notwendige Kranbewegungen behindern. Bei der Wahl des Standplatzes ist darauf zu achten, dass bei der Einhaltung der Sicherheitsabstände zu Baugruben, Böschungen und Bauwerken ausreichend Platz zum Ausfahren und Unterbauen der Abstützungen vorhanden ist. Zur Prüfung der Durchführbarkeit der Kranarbeiten ist daher eine vorherige Besichtigung des Einsatzortes oft unumgänglich. Letztlich ist auch die Frage zu klären, ob die Wettervorhersage die bevorstehenden Kranarbeiten zulässt. Kleinere Autokrane auf leichten Fahrgestellen mit einem zulässigen Gesamtgewicht von 7,5 t oder 12 t bedürfen keiner größeren Einsatzplanung, weil sie die Höchstgewichte für den Straßenverkehr nicht überschreiten. Aufgrund ihrer kompakten Abmessungen eignen sie sich auch für enge, schwerzugängliche Baustellen ohne, dass eine umfangreiche Planung des Einsatzes nötig wird.

### Fahrzeugkranführer
Autokranführer bedienen mobile Krane mit Millionenwerten und arbeiten vor allem für Kranbetreiber und Bauunternehmen. Die Einsatzgebiete sind vielseitig; sie kommen überwiegend bei der Montage von Betonfertigteilen und der Errichtung von Stahlkonstruktionen, insbesondere beim Hochbau und beim Brückenbau zum Einsatz. Daneben werden Autokranführer auch für Bergungsarbeiten, schwierige Verladearbeiten für den Schwertransport oder bei der Montage großer Turmdrehkrane eingesetzt. Häufig handelt es sich dabei um relativ kurze, rasch wechselnde Einsätze, mitunter auch in schwierigem Gelände oder in Fabrikhallen.
Autokranführer müssen an den verschiedensten Einsatzorten bei ständig wechselnden einsatzmäßigen Gegebenheiten den Standplatz des Autokranes sorgfältig auswählen. Am Einsatzort haben sie zu entscheiden, ob sie den Kranauftrag ausführen können oder nicht, denn auf ihnen lastet fast die gesamte Verantwortung auch für die im Umfeld arbeitenden Menschen und die dort befindlichen Sachwerte. Der Autokranführer muss am Aufstellungsort des Kranes meist selber die Beurteilung des Untergrundes vornehmen bzw. abschätzen, woraus er die nötigen Maßnahmen zu einer stabilen Unterbauung für eine kippsichere Aufstellung ableitet.
Die präzise Lastförderung – auch mit großen Ausladungen und Auslegerverlängerungen – fordert von den Autokranführern ständig volle Konzentration und viel Fingerspitzengefühl. Der sichere und reibungslose Autokraneinsatz setzt beim Autokranführer umfassende Kenntnisse und laufende Übung voraus, um das Aufstellen und Aufrüsten des Kranes sowie den Lastentransport mit dem Kran auch bei beengten Baustellenverhältnissen sicher durchführen zu können.
Aufgrund der umfangreichen Aufgaben der Autokranführer, der auftretenden Gefahren im Kranbetrieb und der meist schwierigen Lastförderung im Kraneinsatz ist deshalb eine Kranführerschulung zwingend erforderlich, da bei unsachgemäßer Bedienung Menschen und Sachwerte gefährdet werden und schwere Unfälle entstehen können. Zusätzlich ist eine eingehende Unterweisung auf den entsprechenden Krantyp vom Kranbetreiber bzw. vom Hersteller vorzunehmen.
Der künftige bzw. der junge Autokranführer sollte erst bei verschiedenen, zunächst einfachen Kraneinsätzen unter der Anleitung eines erfahrenen Autokranführers an die berufsübliche Tätigkeit herangeführt werden. Dabei liegt auch die Auswahl geeigneter Anschlag- und Lastaufnahmemittel im Verantwortungsbereich des Autokranführers. Für die Straßenfahrt muss der Autokranführer die einschlägigen Vorschriften des Straßenverkehrsrechts beachten. Im Kraneinsatz sind die Betriebsvorschriften für Krane der Berufsgenossenschaft und die Anweisungen des Kranherstellers einzuhalten.
Darüber hinaus gehören auch Wartung, Pflege und das Beseitigen einfacher Störungen des Kranes zu den Aufgaben des Autokranführers. In Deutschland gibt es bis jetzt noch kein Berufsbild für eine Kranführer-Ausbildung und daher auch keine geregelte Ausbildung für diesen Beruf. Verschiedene Bildungseinrichtungen bieten Lehrgänge zur Erlangung grundlegender Kenntnisse und Fertigkeiten an. Unternehmer erwarten von angehenden Autokranführern oft berufspraktische Vorkenntnisse im Umgang mit Autokranen und eine umsichtige Arbeitsweise sowie die Eigenschaft, zuverlässig und verantwortungsbewusst zu handeln. In Österreich ist eine Ausbildung mit einer Prüfung nach dem Arbeitnehmerschutzgesetz erforderlich. Die Ausbildungszeit beträgt etwa 33 Stunden. Ausbildungen und Prüfungen dürfen vom Wirtschaftsministerium befugte Institute aber auch Ziviltechniker abnehmen und jeweils die Kranscheine ausstellen. Mit dem Bestehen dieser Prüfung wird die Erlaubnis erworben, mit allen Fahrzeugkränen zu arbeiten. Für Baukräne ist eine kürzere Ergänzungsausbildung notwendig.
Besonders gefordert sind Kranführer bei Einsatzorganisationen, wie bei der Feuerwehr. Dürfen sich normalerweise keine Personen unter schwebenden Teilen des Kranes aufhalten, so ist es bei Menschenrettungen oft notwendig, dass Teile über eingeklemmten oder verschütteten Personen weggehoben werden müssen. Im Gegensatz zu anderen Einsätzen trägt hier nicht der Einsatzleiter die Verantwortung, sondern der Kranführer, ähnlich einem Fahrzeuglenker selbst. Bei Mitgliedern der Freiwilligen Feuerwehr, die oft nicht über die Kenntnisse eines professionellen Kranführers verfügen, muss die notwendige Erfahrung vermehrt mit Übungen und Spezialausbildungen ausgeglichen werden.

## Technik
Gleislose Fahrzeugkrane werden gegliedert in
- Autokrane, nicht geländegängige schnell fahrende Straßenkrane (Truck Crane)
- geländegängige Langsamläufer mit Teleskopausleger (Rough-Terrain-Krane)
- All-Terrain-Krane (AT-Krane) mit den Vorzügen der beiden anderen Krantypen: Geländegängigkeit und schnelle Verfahrbarkeit (immer als Radfahrzeug)
- Raupenkrane

Alle vier Arten sind Krane mit Gittermastausleger oder hydraulisch ausfahrbarem Teleskopausleger und bestehen aus einem Unter- und einem Oberwagen. Die Definition der Begriffe Mobilkran und Autokran ist im allgemeinen Sprachgebrauch nicht eindeutig festgelegt, da die Unterschiede bedingt durch die stetige technische Weiterentwicklung derartiger Krane kaum noch voneinander abzugrenzen sind. Autokrane haben bis zu zehn Achsen und unterliegen als Räderfahrzeuge den gesetzlichen Vorschriften der Straßenverkehrszulassungsordnung (StVZO).
Aufgrund der zulässigen Achslast von 12 Tonnen (t) pro Achse auf öffentlichen Straßen können Autokrane ab etwa 50 t maximaler Traglast nur einen Teil des Gesamtballastes mitführen. Die restlichen Gegengewichtsteile müssen getrennt auf Transportfahrzeuge verladen werden.
Die überwiegende Anzahl heutiger Fahrzeugkrane sind kompakt gebaute, straßen- und geländegängige Autokrane, sogenannte AT-Krane (All Terrain). Sie haben bis zu neun Achsen, die alle hydropneumatisch gefedert und für den Kranbetrieb hydraulisch blockierbar sind. Die Mehrzahl der Achsen wird angetrieben und gelenkt. Die unabhängige Lenkbarkeit der Hinterachsen zu den Vorderachsen ermöglicht kleine Wenderadien und seitliches Verfahren zum einfachen Manövrieren des Kranes auf engem Raum. Durch die großvolumige Einzelbereifung mit Sonderprofil ist die Übertragung großer Vorschubkräfte möglich und eine hohe Bodenfreiheit gegeben. Sperrbare Längs- und Querdifferentiale bewirken zusammen mit der hydropneumatischen Achsfederung eine gute Traktion auch in schwierigem Gelände.

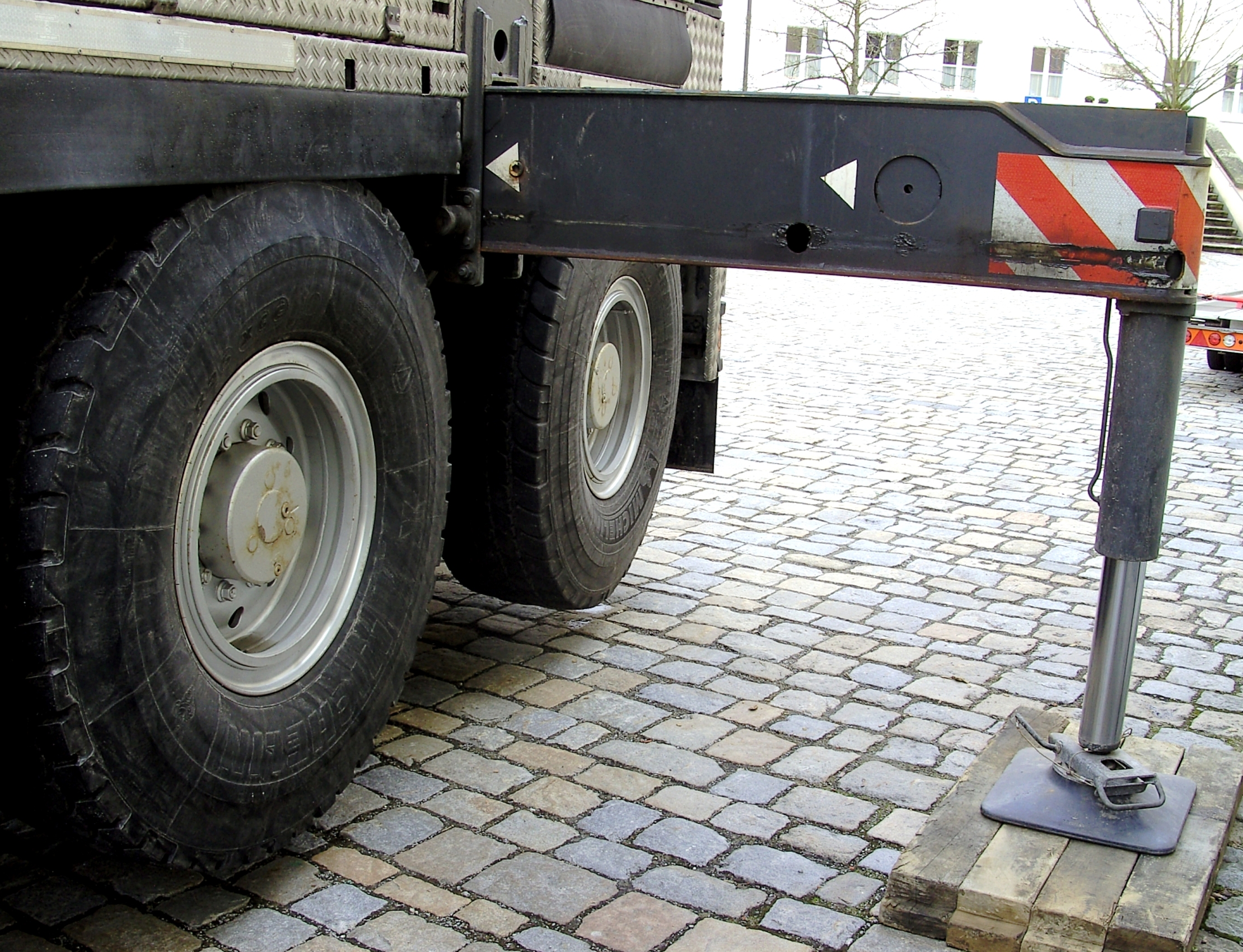
Abstützung eines FAUN-Fahrzeugkrans

Der Antrieb der Räder erfolgt durch einen Dieselmotor über Automatikgetriebe mit Drehmomentwandler oder automatische Wandler-Lastschaltgetriebe. Von dort überträgt ein Verteilergetriebe mit Geländestufe die Antriebskraft über Gelenkwellen zu den Achsantrieben. Der hoch beanspruchte Fahrzeugrahmen des Unterwagens ist eine verwindungs- und biegesteife Kastenkonstruktion, in dem die Stütztunnel für die hydraulisch ausfahrbaren Abstützträger eingeschweißt sind.
Im Kranbetrieb werden die in den Drehkranz vom Oberwagen eingeleiteten Kräfte und Momente vom Fahrzeugrahmen in die Abstützung abgeleitet. Die Abstützträger mit den angebauten Stützzylindern vergrößern erheblich die Standfläche, wodurch hohe Tragfähigkeiten bei ausreichender Standsicherheit erreicht werden. Zur Erhöhung der Standfestigkeit sind am hinteren Ende des drehbaren Kranaufbaus, dem Oberwagen, Ballastplatten aus Stahlguss montiert. Die Menge des Gegengewichtes am Oberwagenrahmen kann durch verschiedene Ballastvarianten an die einsatzbedingte erforderliche Traglast angepasst werden.
Entsprechend dem jeweiligen Rüstzustand ist die zulässige Traglast von der Ausladung und Auslegerlänge abhängig.
Die maximale Traglast ist begrenzt durch die Standsicherheit und die Festigkeit der Bauteile, wie Ausleger, Drehkranz und Fahrzeugrahmen.
Die Baugruppen für die Hauptfunktionen des Kranes, wie Hubwerk, Drehwerk, Wippwerk und das Auslegersystem sind auf dem Oberwagen untergebracht.
Tragende Schweißkonstruktion des Oberwagens ist die Drehbühne; sie ist in ihrer Funktion ein Aufrichterahmen für den Ausleger und Lagerbock für Ausleger und Wippzylinder. Sie überträgt im Kranbetrieb große Kräfte aus dem Ausleger über den Drehkranz in den Fahrzeugrahmen.
Am hinteren Ende der Drehbühne ist der Windenrahmen angeordnet und der Ballast angebracht. Häufig kann ein zweites Hubwerk für den Zweihakenbetrieb oder zum Verstellen einer wippbaren Gitterspitze bei großen Fahrzeugkranen am Drehbühnenende angebolzt werden.
Der Oberwagenrahmen dient auch der Aufnahme der Kranführerkabine, der Oberwagenhydraulik und eines zweiten Dieselmotors zum Antrieb der Hydraulikpumpen im Oberwagen bei Kranen ab etwa 60 bis 80 Tonnen Tragfähigkeit.
Alle Kranfunktionen werden aufgrund der einfachen stufenlosen Regelung und der geringen Störanfälligkeit durch hydraulische Antriebe ausgeführt. Das von den Hydraulikpumpen geförderte Drucköl wird über Leitungen den jeweiligen Hydromotoren und Hydraulikzylindern zugeführt. Die Betätigung der hydraulischen Antriebe für die einzelnen Kranbewegungen erfolgt über elektrisch angesteuerte Proportionalventile.
Ein Lastmomentbegrenzer verhindert ein Überlasten des Kranes. Dieser schaltet unter den Kriterien der Kippgefahr und der Festigkeit von Bauteilen alle lastmomentvergrößernden Kranbewegungen ab, wenn die höchstzulässige Belastung überschritten wird.
Elektronische Anzeigen unterstützen die Tätigkeit des Kranführers, indem diesem alle relevanten Krandaten angezeigt und Grenzzustände rechtzeitig signalisiert werden. Der sehr hohe technische Entwicklungsstand heutiger Fahrzeugkrane und die besonderen Einsatzbedingungen stellen hohe Anforderungen an das Bedienungspersonal, den Mobil- und Autokranführer.

### Gittermastkran

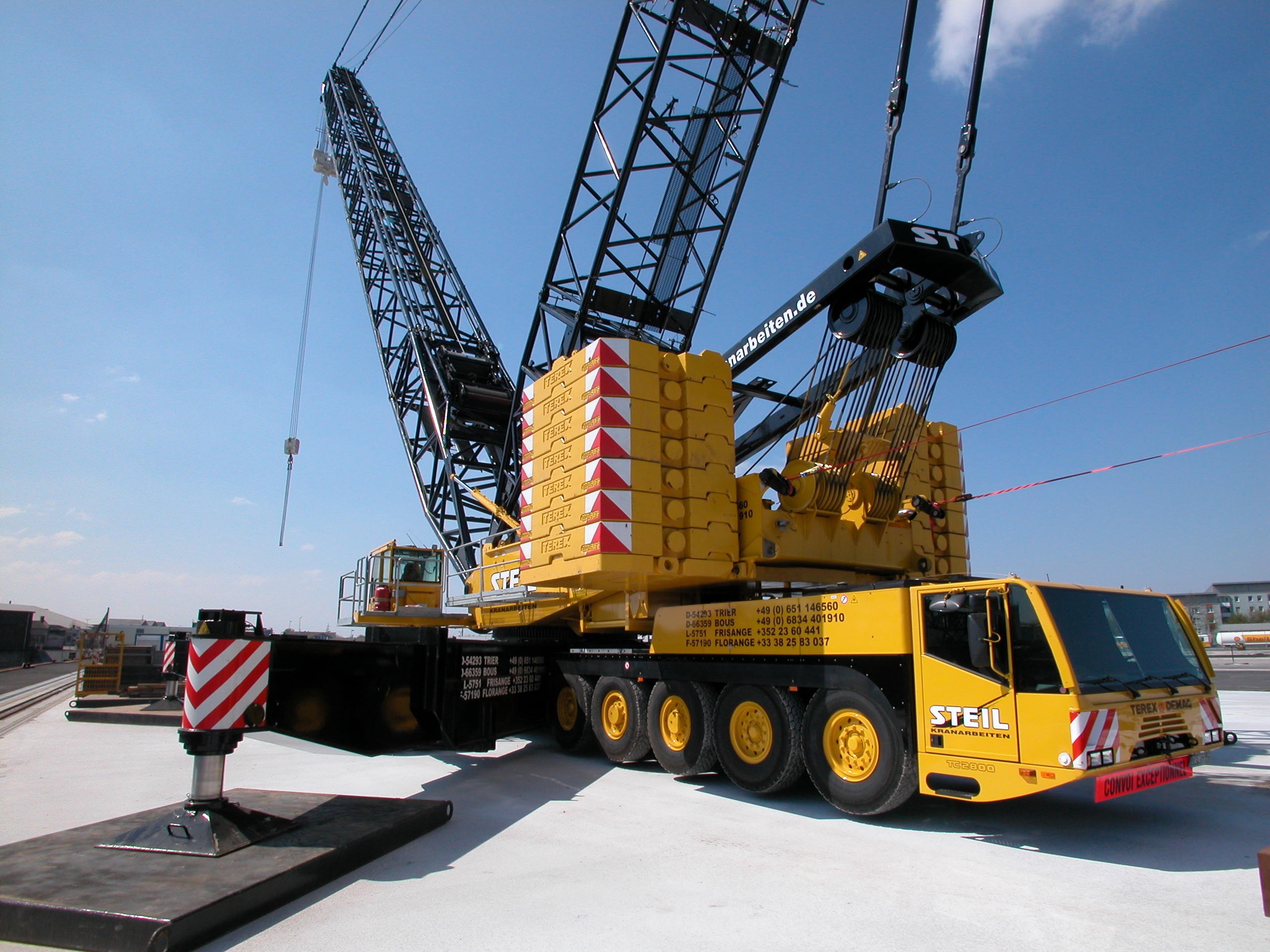
Gittermastkran mit Derrickausleger

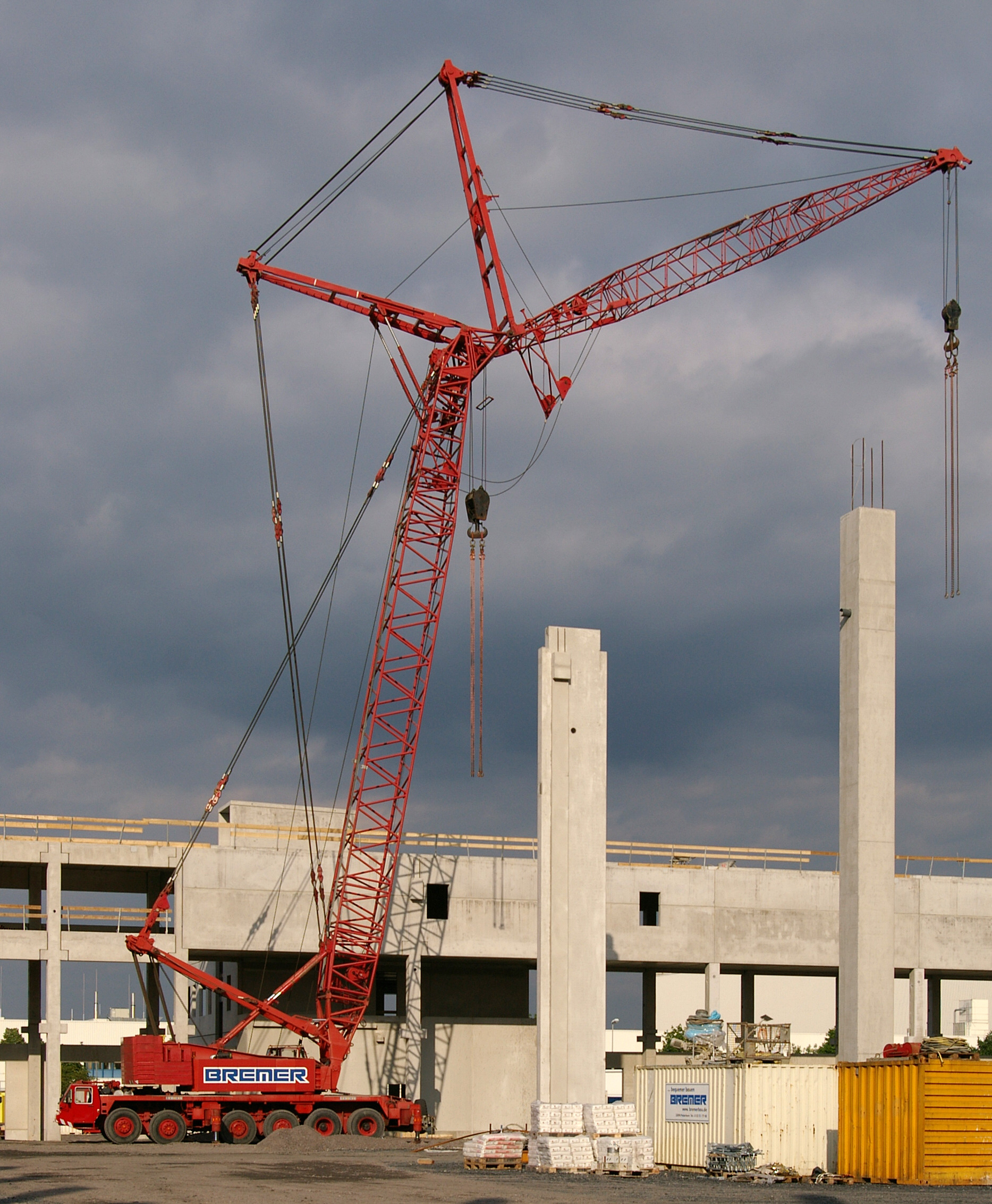
Gittermastkran

Gittermastkrane können durch die Vielfalt der Auslegersysteme, die sich zu verschiedenen Höhen aufbauen lassen, den unterschiedlichsten Hubaufgaben angepasst werden. Gittermastkrane werden vor allem dort eingesetzt, wo Teleskopkrane nicht mehr die geforderten Traglasten erreichen oder in Form von Raupenkränen, wenn ein Verfahren mit Last gefordert wird.
Bei den Gittermastkranen wird zwischen Raupenkranen, Podestkranen und Gittermast-Fahrzeugkranen unterschieden. Raupenkrane ermöglichen ein Fahren mit Last, Gittermastkrane erlauben ein eigenständiges Fahren des gummibereiften Untergestelles, während Podestkrane nicht verfahrbar sind. Europas größter Autokran, also ein Fahrzeug, dessen Grundgerät mit Straßenzulassung verfahren werden kann, ist der Gottwald AK 850-103, der 1982 für in Düsseldorf gebaut wurde und nach einer aufwändigen Generalüberholung 1998 noch bis zum August 2007 im Einsatz war. Strittig war auch, ob nicht seit der Bauma 2004 der Liebherr LG 1750 der größte Autokran Europas ist. De facto erreicht die Leistung des LG 1750 jedoch in Extremfällen nicht die des Gottwald AK 850, dafür kann er neben dem Hauptausleger sowohl die Wippe als auch den Gegenausleger gleichzeitig einsetzen; der AK 850 hingegen bietet nur jeweils eine der beiden Zusatzoptionen. Seit dem Verkauf des AK 850-103 2007 an Blue Wheelers (Australien) ist Europas größter Autokran somit kein 1100-t-Kran mehr, sondern nur noch der maximal 750 t hebende LG 1750. In großen Stückzahlen gibt es auch die Gittermast-Mobilkrane TC 2400, TC 2600 und TC 2800 des bei Gittermastkranen marktführenden Herstellers Tadano Demag.

### Teleskopkran

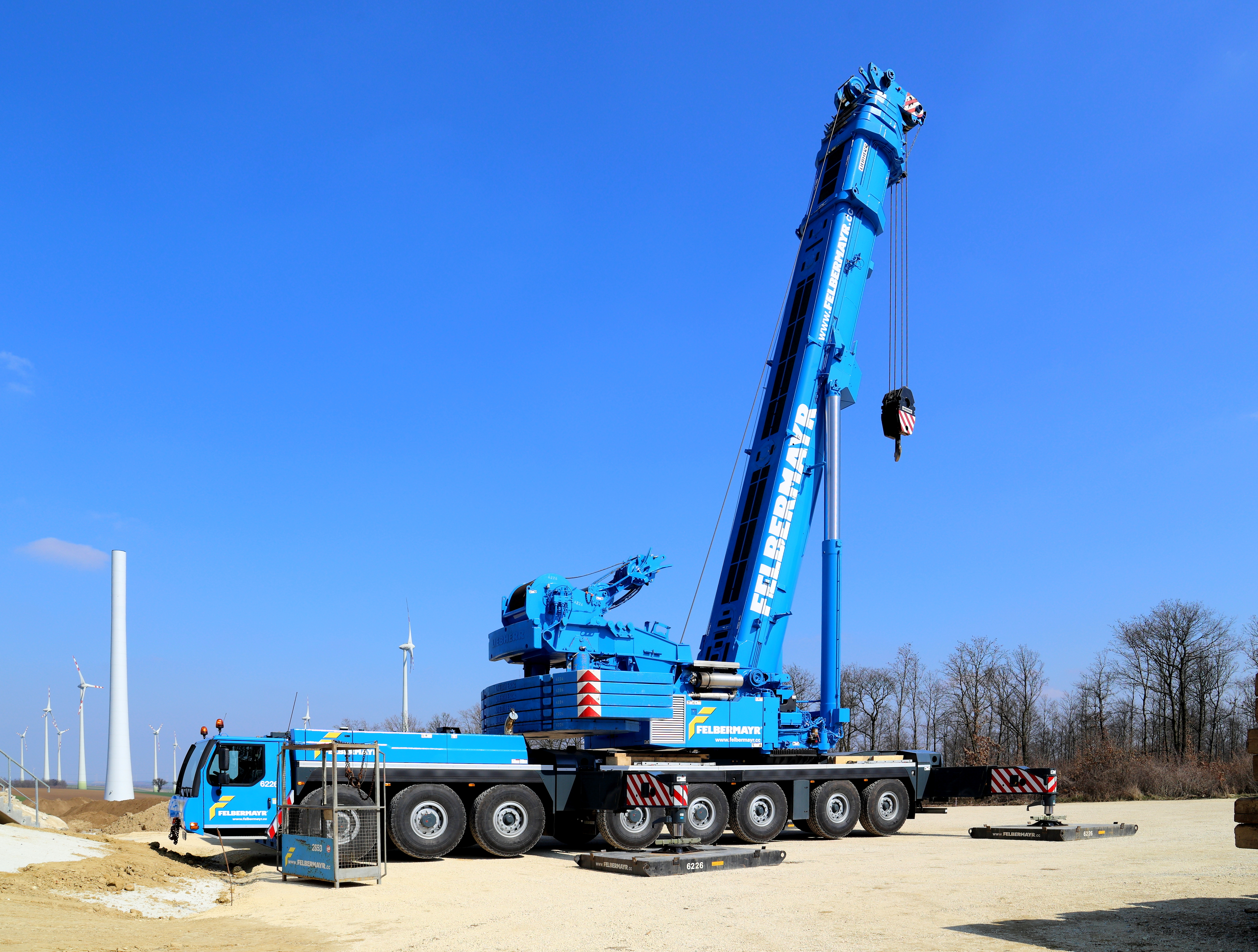
500-Tonnen-Mobilkran mit Teleskoparm (Liebherr LTM 1500-8.1)

Teleskopkrane sind schnell am Einsatzort und eignen sich für relativ kurze, rasch wechselnde Einsätze, Hebearbeiten aller Art und für Spezialfälle. Sie werden in Baureihen bis zu Traglasten von 1200 t gebaut, erreichen mit angebauten Spitzenauslegern Hubhöhen von weit über 100 Metern (m) und können Lasten von mehreren hundert Tonnen bewegen. Ihr Vorteil sind kürzere Rüstzeiten, der geringe Platz- und Personalbedarf beim Aufrüstvorgang sowie zumeist die Möglichkeit der Teleskopierung von Lasten (Ein- und Ausfahren des Teleskops mit Last).
Die Bedienung der hydraulischen Antriebe zur Steuerung der einzelnen Kranbewegungen erfolgt über elektronisch angesteuerte Proportionalventile, wodurch drei bis vier Kranbewegungen gleichzeitig feinfühlig ausführbar sind.
Der Teleskopausleger ist das Herzstück und das bestimmende Merkmal des Teleskop-Fahrzeugkranes. Der Teleskopausleger ist eine hydraulisch teleskopierbare Stahlkonstruktion; er besteht aus dem Auslegergrundkörper und meist drei bis fünf ineinander gelagerten Teleskopstufen in geschweißter Vollwandkastenkonstruktion aus hochfestem Feinkornbaustahl. Einige Hersteller von kleineren Autokranen sind dazu übergegangen, den Teleskopmasten aus einer speziellen Aluminiumlegierung zu fertigen.
Das ovale Auslegerprofil moderner Fahrzeugkrane ermöglicht hervorragende Tragfähigkeiten und reduziert im Vergleich zu bisherigen Querschnittsprofilen das Auslegereigengewicht. Die Teleskopstufen gleiten beim Aus- und Einfahren auf geschmierten Polyamid-Gleitbacken und sind meist auch unter Teillast ausschiebbar. Sie werden vom eingebauten Teleskopiersystem durch lange innenliegende einstufige und/oder doppelstufige Hydraulikzylinder entweder gleichzeitig oder nacheinander aus- und eingeschoben. Die Hydraulikzylinder besonders bei kleinen und auch bei mittleren Teleskopkranen können mit bewährten Ein- oder Zweifach-Seilzügen zum Ausschieben der oberen Teleskopstufen kombiniert werden, um das Gewicht des Auslegers und den Auslegerschwerpunkt niedrig zu halten.
Abhängig von der Anzahl der Teleskopstufen ist die Art, Anzahl und Anordnung der Hydraulikzylinder im hohlen Innenraum des Auslegers je nach Krantyp und Hersteller unterschiedlich. Bei großen Teleskopkranen werden die Teleskopstufen nach dem Ausfahren zur Entlastung der Teleskopzylinder formschlüssig miteinander verriegelt (ab etwa 130 t bis 160 t maximaler Traglast). Die Bauart vieler Teleskopierwerke erfordert zudem eine Verriegelung der Teleskopstufen miteinander. Sie erfolgt bei älteren Auslegersystemen von außen an den Kragenblechen der einzelnen Auslegersektionen über pneumatische oder hydraulische Verbolzungszylinder.
Bei heutigen Teleskopkranen, die voll austeleskopiert Auslegerlängen bis zu 100 m erreichen, schiebt elektronisch gesteuert nur ein im Grundkörper des Auslegers montierter einstufiger Hydraulikzylinder mit Verriegelungskopf alle Teleskopstufen nacheinander aus. Die Teleskopstufen werden von innen mit über Druckfedern vorgespannten Auslegerbolzen miteinander verbolzt und benötigen keine Energiezufuhr. Der Verriegelungskopf im Bereich des Auslegerfußpunktes verriegelt beidseitig im Fußstück der auszuschiebenden Teleskopstufe und entbolzt sie unmittelbar danach aus der nächstgrößeren Auslegersektion. Nachdem jeweils eine Teleskopstufe austeleskopiert ist, wird diese verbolzt. Der Verriegelungskopf wird dann entriegelt und der Teleskopzylinder zurückgefahren. Die nächste Teleskopstufe kann ausgefahren werden.

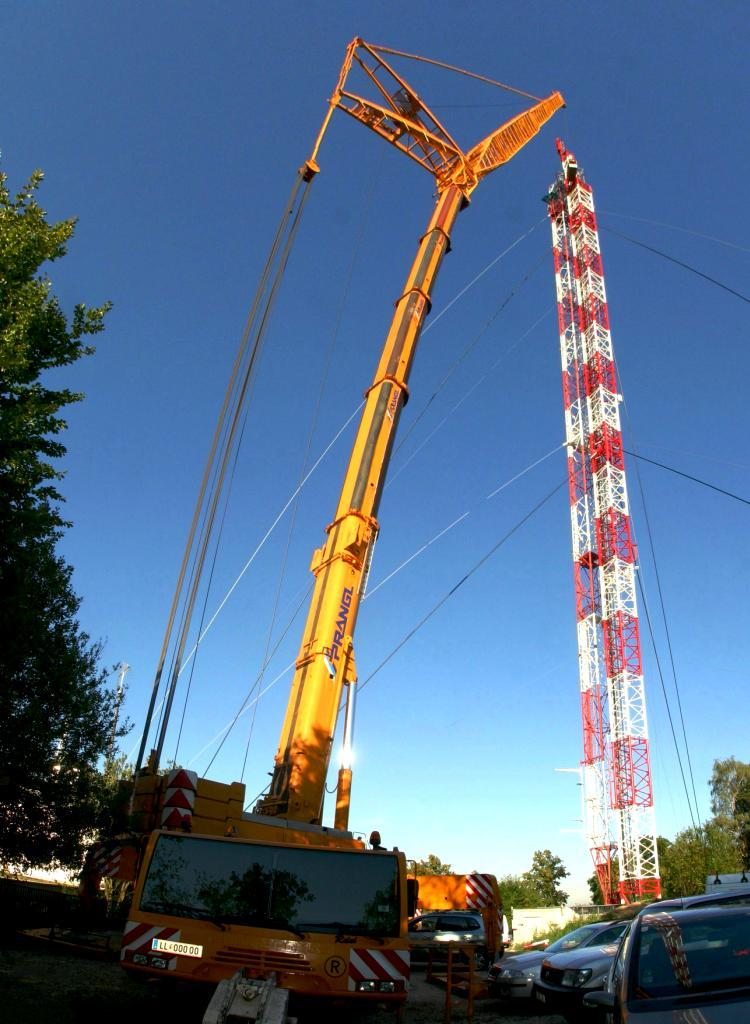
Ein 500-t-Teleskopkran (Terex-Demag AC 500-2 mit Gittermastwippspitze)

Die Teleskopiermechanik ist so aufgebaut, dass zwangsgekoppelt eine Teleskopstufe erst dann entbolzt werden kann, wenn der Teleskopzylinder mit der Teleskopstufe verriegelt ist und umgekehrt; die Teleskopstufen werden also bei jedem Ver- und Entbolzen immer vom Teleskopzylinder gehalten. Die Teleskopstufen haben bis zu vier Positionen für die Verbolzung mit dem nächstgrößeren Teleskopteil, womit zahlreiche Ausfahrzustände des Auslegers ermöglicht werden. Nach der Vorgabe der gewünschten Auslegerlänge beim Einstellen des Rüstzustandes in den Lastmomentbegrenzer können die Teleskopstufen in optimaler Ausfahrfolge und -länge vollautomatisch austeleskopiert werden. Herkömmliche Teleskopiersysteme haben gegenüber dem Einzylinder-Teleskopiersystem besonders bei langen Auslegern ein höheres Eigengewicht.
Das Auslegerfußstück ist in den beiden Seitenschilden des Oberwagenrahmens gelagert. Durch ein oder zwei Wippzylinder kann der Teleskopausleger bis zu einem Winkel von 77 bis 83 Grad aufgerichtet werden. Um eine größere Hubhöhe oder Ausladung zu erreichen, können Teleskopausleger mit einer starren oder wippbaren Gittermastspitze verlängert werden. Um der elastischen Durchbiegung des Teleskopauslegers entgegenzuwirken, werden oft die Teleskopausleger großer Teleskopkrane zur Steigerung der Traglast und der Arbeitspräzision bei langen Auslegern und weiten Ausladungen abgespannt. Die Teleskopausleger-Abspannung besteht im Wesentlichen aus einer Abspannwinde, dem Abspannbock, den Abspannstangen und dem Abspannseil.
Eine Sonderform stellen Mobilteleskopkrane dar. Diese basieren auf Mobilbaggern und haben anstelle des Baggerarms einen Teleskopausleger mit Kranhaken. Zur Erweiterung des Teleskoparmes kann ein Gittermast montiert werden, mit dem eine weitere Ausladung von drei bis fünf Metern erreicht werden kann. Zusätzlich für eine höhere Belastung können Pratzen ausgefahren werden. Des Weiteren können die Maschinen mit einer hochfahrbaren Kabine und auch einer Fernbedienung ausgestattet sein. Diese Maschinen haben ein Einsatzgewicht von knapp 20 t und eine Traglast von rund 15 t.
Eine Mischung aus obendrehenden Turmkran und Teleskopkran sind die vollhydraulischen Turmdrehkrane von Grove. Transportiert werden sie in mehreren Teilen. Ein Kranturm wird hydraulisch aufgerichtet, in mehreren Stufen austeleskopiert und jeweils automatisch verbolzt. Dabei wird ein auf dem Turm drehender Teleskopkran mit Antriebseinheit mitgehoben. Im Jahr 1974 wurde der erste „Universal-Hydraulik-Montagekran“ GCI 5400 mit teleskopierbaren Gitterturm in vier Operationshöhen und Gittermastausleger vorgestellt, GCI 5402 hatte dann einen Teleskopausleger. Von dieser Serie gab es auch GCI 4200 und der untendrehende GCI 7500 war ein Turmdrehkran mit Spitzenausleger. Dann ruhte die Entwicklung dieses Konzepts lange Zeit. Ende 2007 wurde der erste Grove GTK 1100 ausgeliefert. Der sechsteilige Teleskoprohr-Turm ist vierfach gegen die Stützen abgespannt und trägt den fernbedienten „Oberwagen“, einen leicht modifizierten GMK 7450. Er wird vor allem für den Aufbau von Windkraftanlagen verwendet. Gegenüber anderen Fahrzeugkranen benötigt er nur eine kleine Grundfläche, vor allem auch beim Aufbau, und erreicht Höhen von 140 m.

### Raupenkran

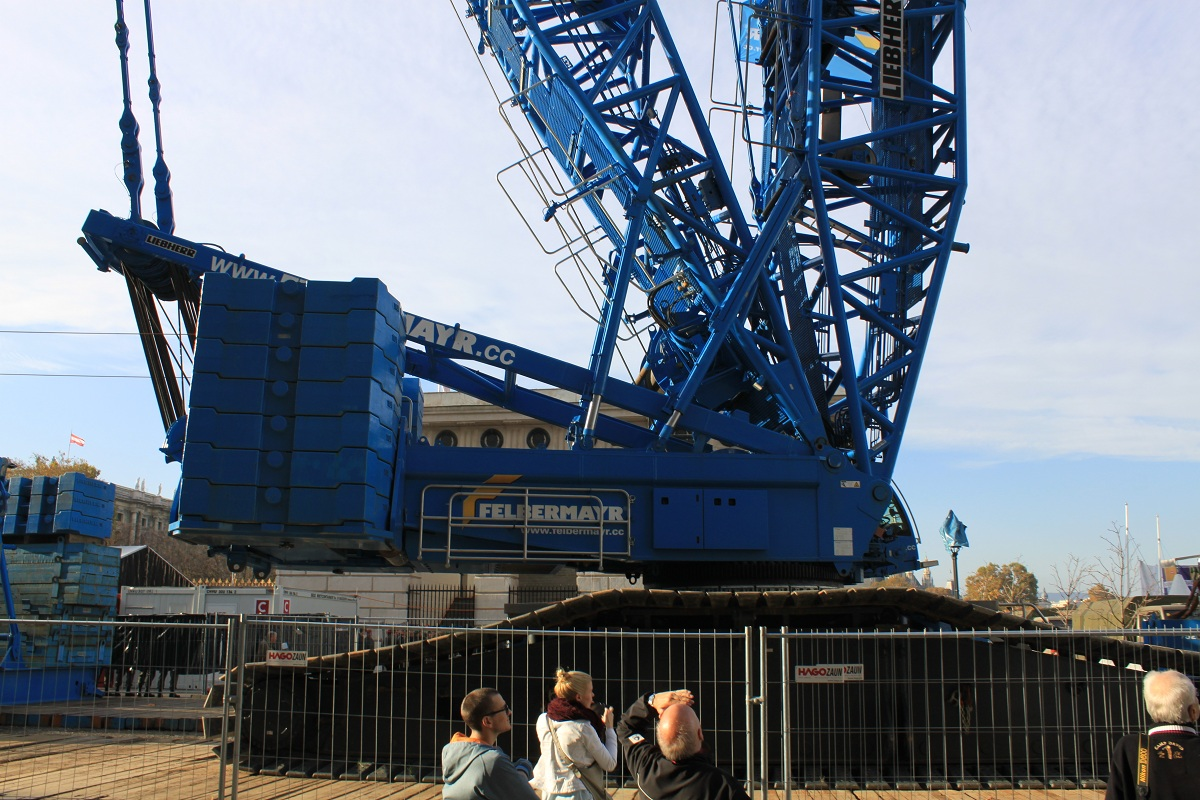
Liebherr Raupenkran LR 1600/2

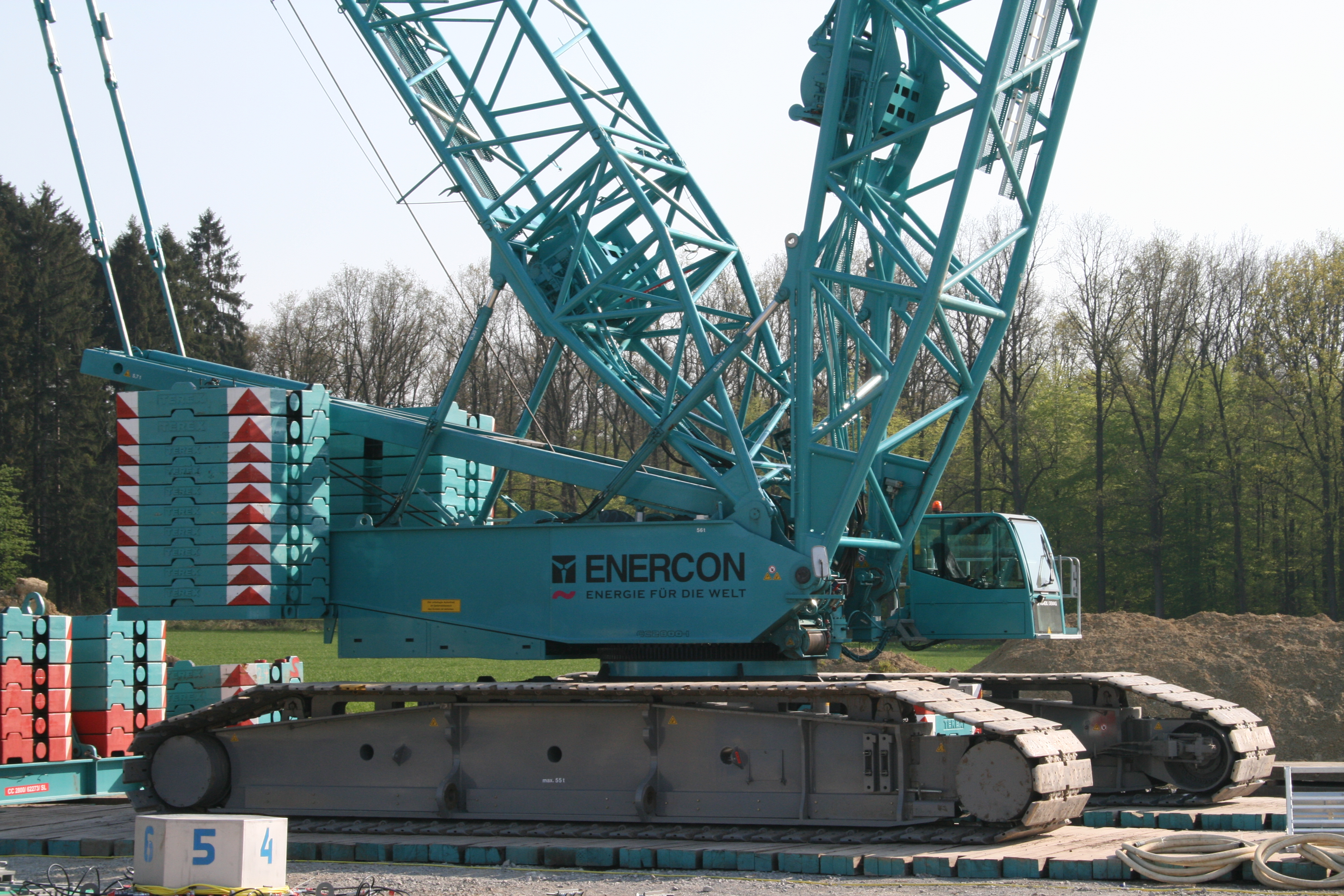
600-t-Raupenkran Terex-Demag CC 2800-1

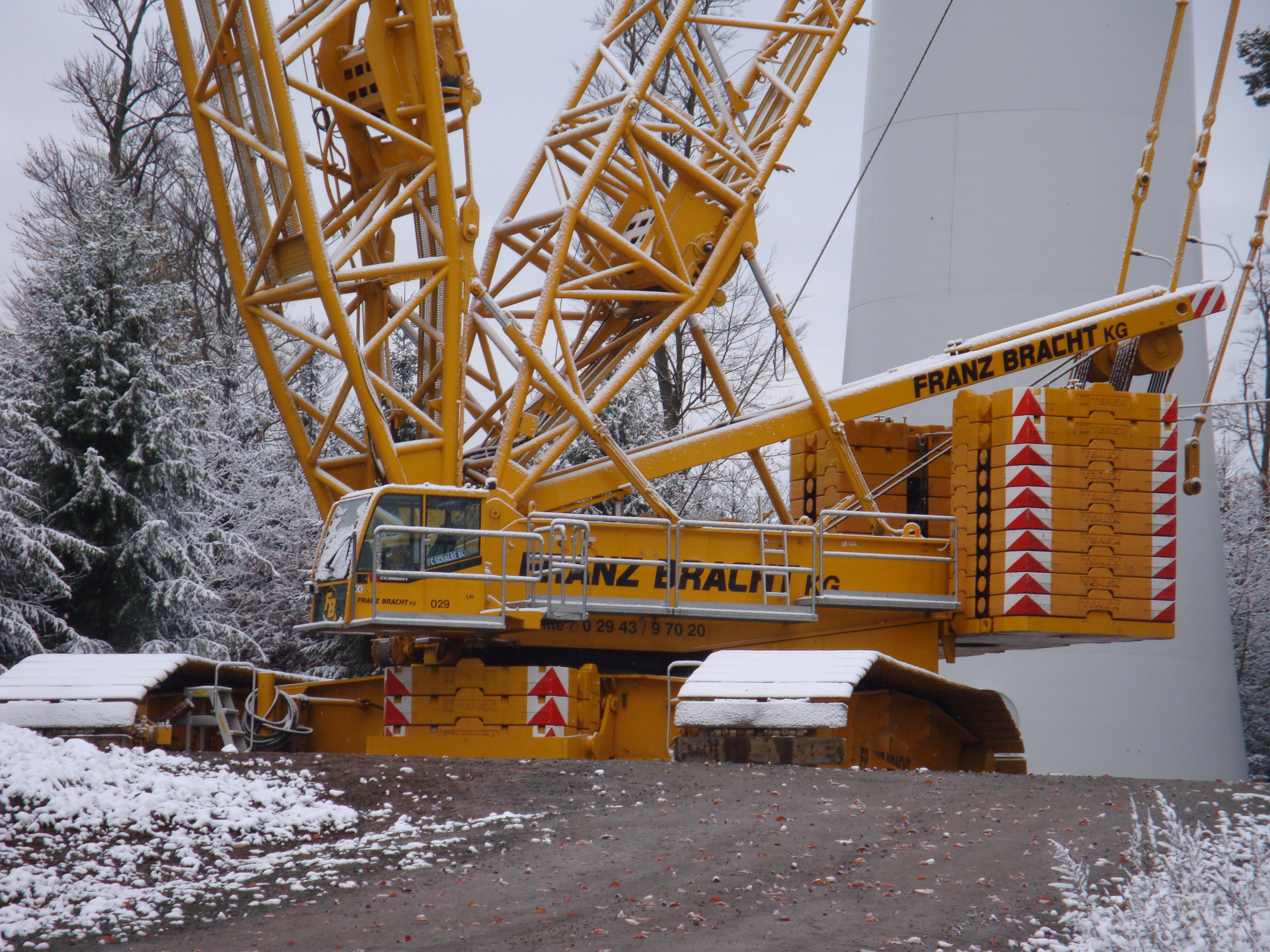
Raupenkran im Windpark Hohenahr kurz vor Zug des Rotorsterns (Terex-Demag CC …)

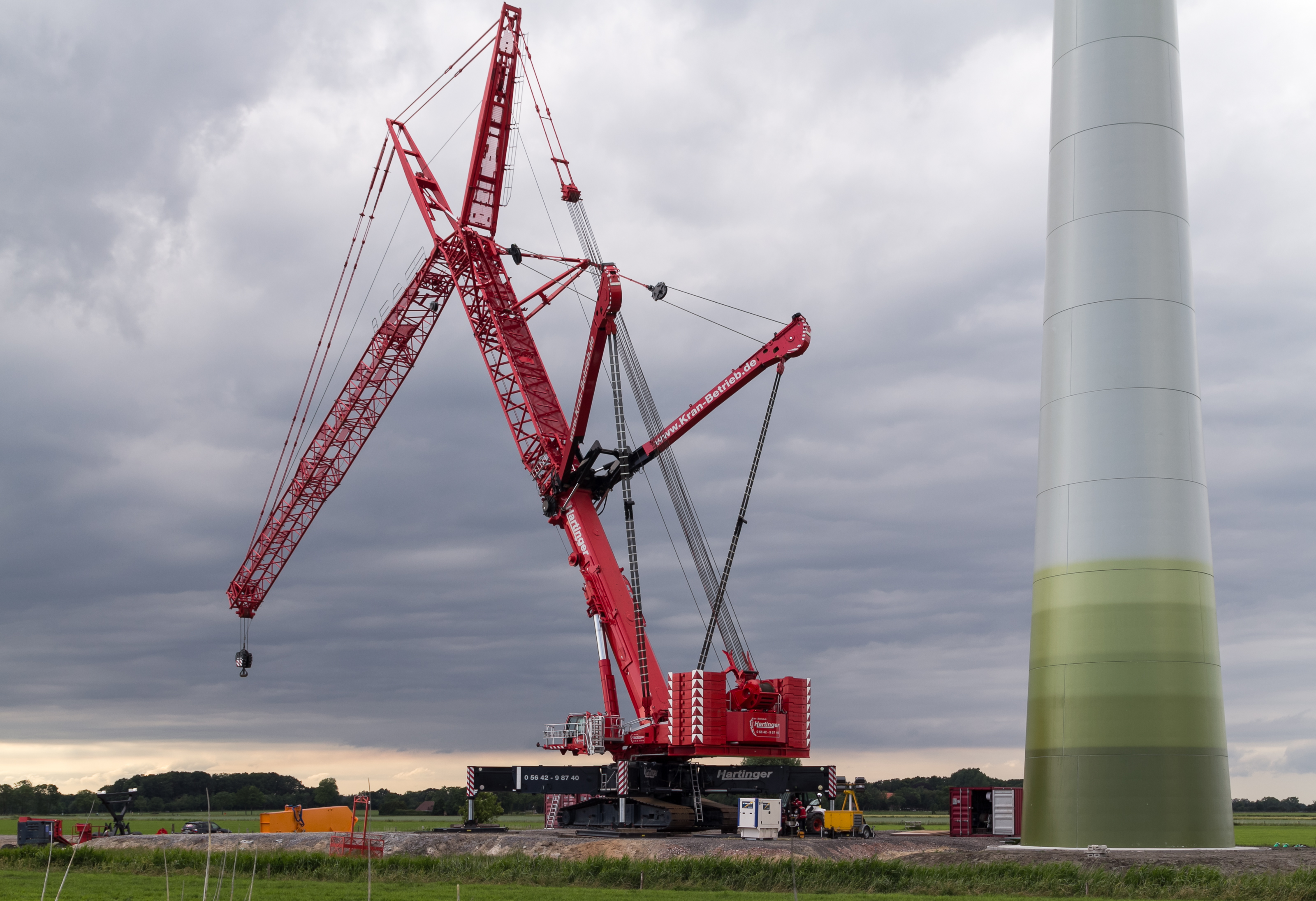
Raupenkran Liebherr LTR 11200

Raupenkrane werden beispielsweise eingesetzt, um eine angehobene Last verfahren zu können, was Fahrzeugkrane auf Rädern nur bedingt bei ebenem und tragfähigem Untergrund mit geringerer Last können. Dazu arbeiten sie ohne zusätzliche Abstützung. Sie kommen hauptsächlich bei großen Montagen im Hochbau und Anlagenbau, aber auch beim Aufbau von Windenergieanlagen zum Einsatz.
Raupenkrane sind schwer, langsam und nicht verkehrsfähig; die Rüstzeiten sind dementsprechend lang. Für den Transport zum Einsatzort sind mehrere Lastkraftwagen und Tieflader oder Schwertransportfahrzeuge erforderlich.
Aufgrund der großen Aufstandsfläche der Raupenkette zeichnet sich das Raupenfahrwerk durch eine verhältnismäßig geringe Bodenpressung aus, die das Verfahren unter Last erleichtert. Der Antrieb des Raupenfahrwerks erfolgt hydrostatisch. Die Raupen sind gegenläufig zueinander steuerbar, wodurch das Großgerät auch auf kleinstem Raum um die eigene Achse drehen kann. Für den Transport zur Baustelle können die Raupenschiffe abgebolzt und getrennt zum Einsatzort transportiert werden. Der Kranaufbau gleicht häufig dem von Gittermastautokranen. Sämtliche Winden, das Drehwerk und das Fahrwerk werden über ein Pumpenverteilergetriebe von einem Dieselmotor im Oberwagen angetrieben.
Raupenkrane kommen dann vorwiegend zum Einsatz, wenn aufgrund fehlender Baustellenstraßen und schwierigem Gelände die Bodenverhältnisse für Autokrane ungünstig sind, beispielsweise beim Aufbau von Windenergieanlagen.
Außerdem kommen sie vorzugsweise auch bei hohen Anforderungen an die Traglast, Hubhöhe und Reichweite zum Einsatz, wie bei schweren Kranarbeiten im Kraftwerks- und Industriebau.
Der Aufbau von Windkraftanlagen wird heute nahezu ausschließlich mit Raupenkranen durchgeführt. Die Krane werden, nachdem die Windkraftanlage aufgebaut ist, demontiert und zur nächsten Windkraftanlagenbaustelle transportiert. Bei der Errichtung von Windparks kommen Spezialkrane wie beispielsweise der CC 2800-1 NT von Tadano Demag zum Einsatz. NT steht dabei für „Narrow Track“ oder frei übersetzt für „schmale Straße“. Der CC 2800-1 NT kann voll aufgerüstet auf Wegen von nur 5 m Breite von Windkraftanlage zu Windkraftanlage innerhalb eines Windparks fahren. Dadurch werden Abbau, Transport und Wiederaufbau des Krans eingespart und es können im gleichen Zeitraum deutlich mehr Anlagen errichtet werden. Wegen der geringen Standfläche sind jedoch Abstützungen notwendig, wodurch sie nicht unter Last verfahren werden können.
Beim Bau von Offshore-Windkraftanlagen kommen Schwimmkrane oder Errichterschiffe zum Einsatz.

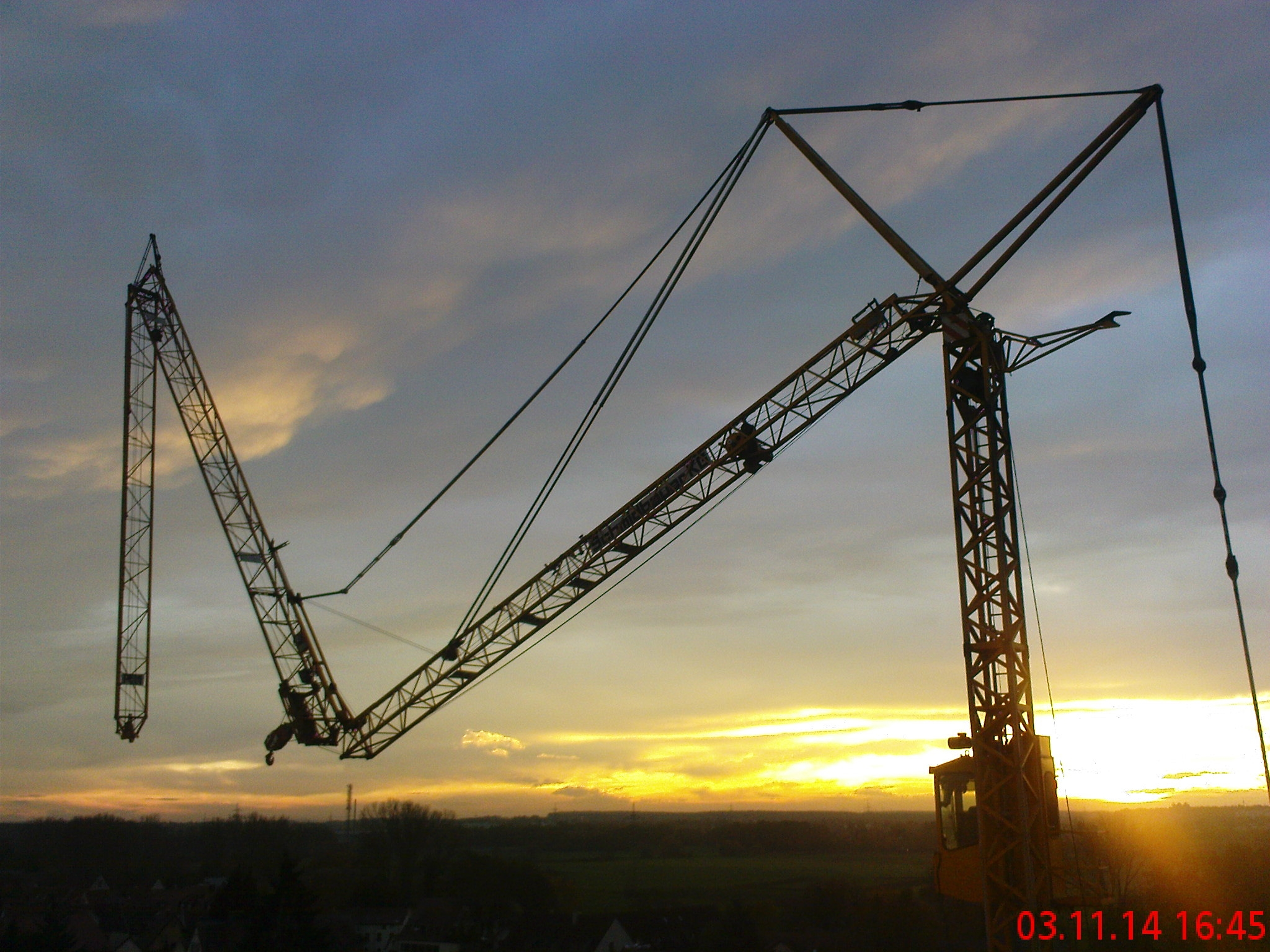
Ein mobiler Kran faltet sich in Erlangen zusammen.

## Größte Autokrane der Welt

### Liebherr LTM 1750-9.1
Der Kran wurde im Juni 2009 in Ehingen der Öffentlichkeit vorgestellt. Im Februar 2013 wurden die ersten Geräte an die Kunden ausgeliefert.
Der 9-Achser zeichnet sich dadurch aus, dass der komplette Teleskopausleger im öffentlichen Straßenverkehr mitgeführt werden kann. Konstruktiv ist der Mobilkran auf besonders kurze Rüstzeiten ausgelegt. Mit dem 52 m langen Teleskopausleger, der Y-Teleskopauslegerabspannung und unterschiedlichen Gitterspitzen verfügt der Kran über eine Vielzahl von Auslegersystemen und erreicht Hubhöhen bis 154 m und Ausladungen bis 112 m und eine maximale Hublast von 750 t. Seit 2020 ist ein Upgrade auf 800 t Hublast verfügbar.

### Liebherr LG 1750
Der Liebherr LG 1750 (Auslieferung Erstfahrzeug 2004 an Fa. Nolte Hannover) ist mit 194 m Hakenhöhe der höchste straßenfahrbare Gittermastautokran der Welt. Die Tragfähigkeit beträgt 750 t auf 7 Meter Ausladung. Der komplette Oberwagen muss zur Straßenfahrt demontiert werden, da schon die Oberkante der Stützen die 4-Meter-Marke erreicht.

### Liebherr LR 1750

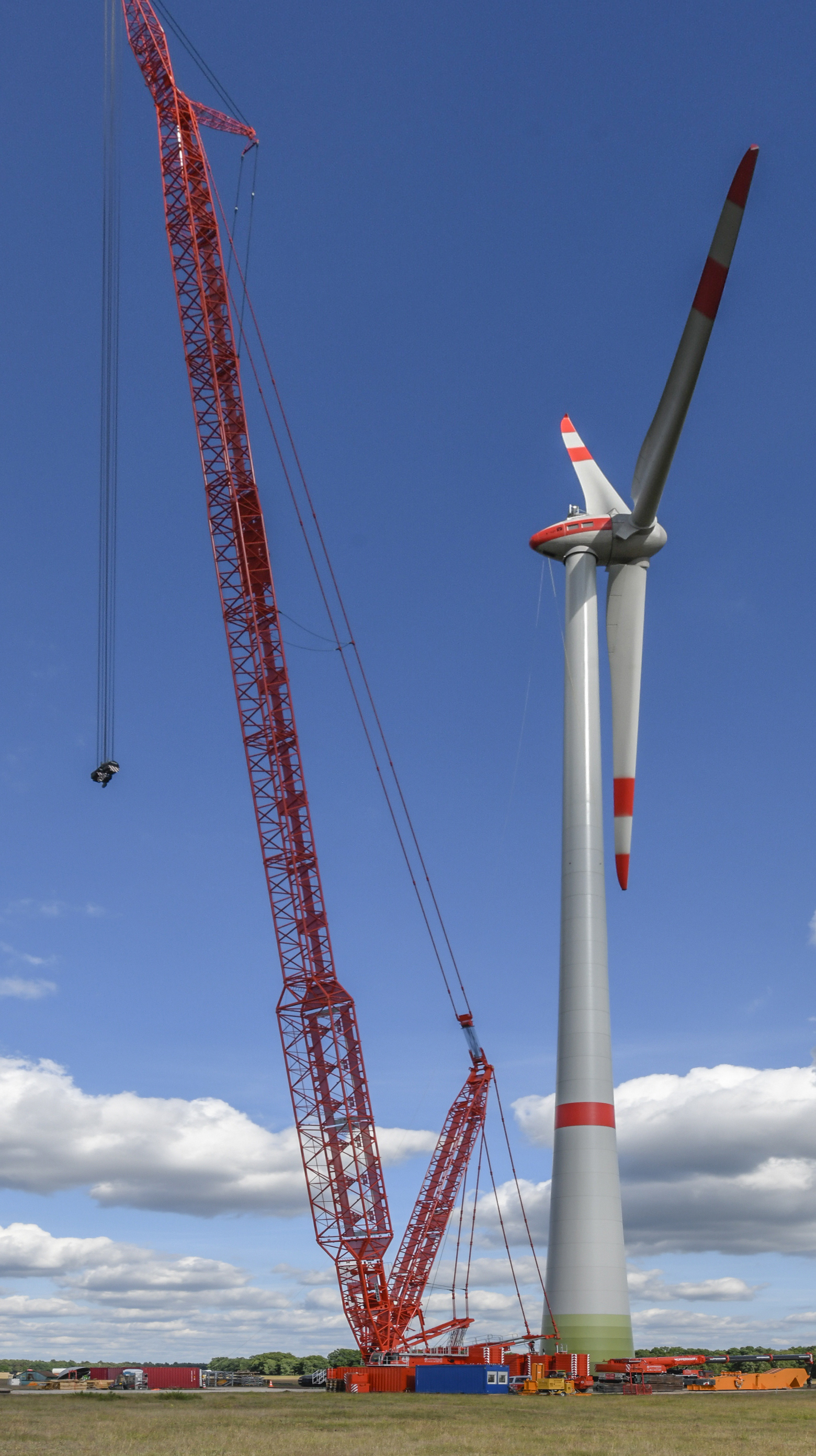
Raupenkran LR 1750 mit SX2 Auslegersystem

Der Raupenkran LR 1750/2 findet seine Einsätze in Kraftwerken, Raffinerien, auf Brückenbaustellen und bei der Montage von Windkraftanlagen. Kompakte Abmessungen der Kranbauteile und moderate Einzelgewichte ermöglichen einen wirtschaftlichen Krantransport zur Baustelle. Hubhöhen bis zu 191 und eine Ausladung von 156 Metern können erreicht werden.

### Gottwald AK 850/1100 GT
Der Gottwald AK 850/1100 GT (Baujahr 1982, erster Umbau inkl. Aufwertung 1998) war bis 2007 der leistungsfähigste straßenfahrbare Autokran Europas. Bei dem Umbau wurde der Oberwagen zwecks Gewichtsreduzierung zur Einhaltung der Straßenlasten geteilt. Die Tragfähigkeit beträgt 1.100 t. Er existiert weltweit nur einmal. Im Jahr 2007 wurde der Kran nach Australien verkauft, 2010 gelangte er nach Indien.
Ein weiterer AK 850, der 1984 bereits mit geteiltem Oberwagen ausgeliefert worden war, trug die Bezeichnung AK 850-104 bzw. -GT und wurde 1988 bei Interlift UK Ltd. zum AK 912 GT aufgelastet. Interlift war die europäische Niederlassung von Al Jaber Est. aus Abu Dhabi/UAE, so dass der Kran auch in den Vereinigten Arabischen Emiraten zum Einsatz kam. Gegen Ende der 1990er Jahre wurde der Kran veräußert und arbeitete fortan wieder in Europa. Nach Auflösung der Baldwins-Gruppe wurde der Kran weltweit eingesetzt. Im Jahre 2008 zerstörte in Tunesien ein Motorbrand im Unterwagen das Vorderteil irreparabel. Nach seiner Reparatur wird der Kran seitdem als Sockelkran genutzt und auf einem Tiefbett transportiert.
Zum Lieferumfang des AK 850-104 gehörte 1984 auch ein sechsachsiges Gottwald-Transportfahrzeug für das Heckteil des Oberwagens mit der Bezeichnung AK 850-63 TR. Dieses wurde jedoch schon zu Baldwins Zeiten ausgemustert und verschrottet.
Trotz starken Rückbaus zur Straßenfahrt wiegt das zehnachsige Grundgerät 96 t, ist 22,88 m lang, 4 m hoch und 3 m breit. Sein Haken wiegt allein 24 t.

### Demag AC 700
Der Demag AC 700 ist die aufgelastete Version des Demag AC650. Er hat eine maximale Hublast von 700 t und wiegt mit Superlift-Einrichtung 125 t, kann aber auf 108 t erleichtert werden. Dieses Gewicht liegt im Straßenzustand auf neun Achsen, die das 20,66 m lange Gerät durch die Straßen bewegen. Zurzeit ist ein Prototyp des AC 1000 im Testbetrieb.

### Liebherr LTM 11200-9.1
Der LTM 11200 bietet eine nominelle Traglast von 1.200 t und ist somit der leistungsfähigste Teleskopmobilkran sowie der leistungsfähigste straßenfahrbare Autokran weltweit. Das neunachsige Grundfahrzeug ist mitsamt achtteiligem Ausleger verfahrbar, der austeleskopiert bis zu 100 m Höhe erreicht. Fahrbereit wiegt das Gerät 108 t; der Ausleger muss hierbei aber auf einem Zusatzfahrzeug transportiert werden.

### Gottwald AMK 1000-103
Der Gottwald AMK 1000-103 mit einer nominellen Traglast von 1.000 t, zehn Achsen und 3 m Breite wurde von 1983 bis 1985 von Gottwald für Riga Mainz gebaut. Es handelte sich dabei um den ersten Mobil-Teleskopkran, der eine nominelle Tragkraft von 1.000 t hatte. Bis 2007 blieb die Leistung dieses Unikates unerreicht.
Ursprünglich war der Kran nur für eine nominelle Maximallast von 800 t ausgelegt, jedoch stellte sich bei den Lastproben auf dem Testfeld heraus, dass der Kran weit leistungsfähiger war als geplant. Aus diesem Grund wurde der Kran für Lasten bis zu 1.000 t freigegeben.
Der Teleskopmast wird auf einem speziellen neunachsigen Masttransporter „AMK 1000-93 TR“ separat transportiert. Dieser verfügt über eine spezielle Halterung für den Mast, die es erlaubt, diesen zum Anbolzen passend zu positionieren, auch wenn der Untergrund leicht uneben ist.
1994 wurde der Kran an die Fa. Breuer verkauft. Nach der Auflösung dieses Unternehmens ging der Kran 2000 nach Taiwan. Nachdem er dort einige Zeit in einem äußerst desolaten Zustand zum Verkauf stand (für 2 Mio. US-Dollar), wurde er 2004 nach Singapur verkauft und generalüberholt.
Seit Mitte 2005 steht der Kran wieder im Einsatz.

### Liebherr LTM 1500-8.1

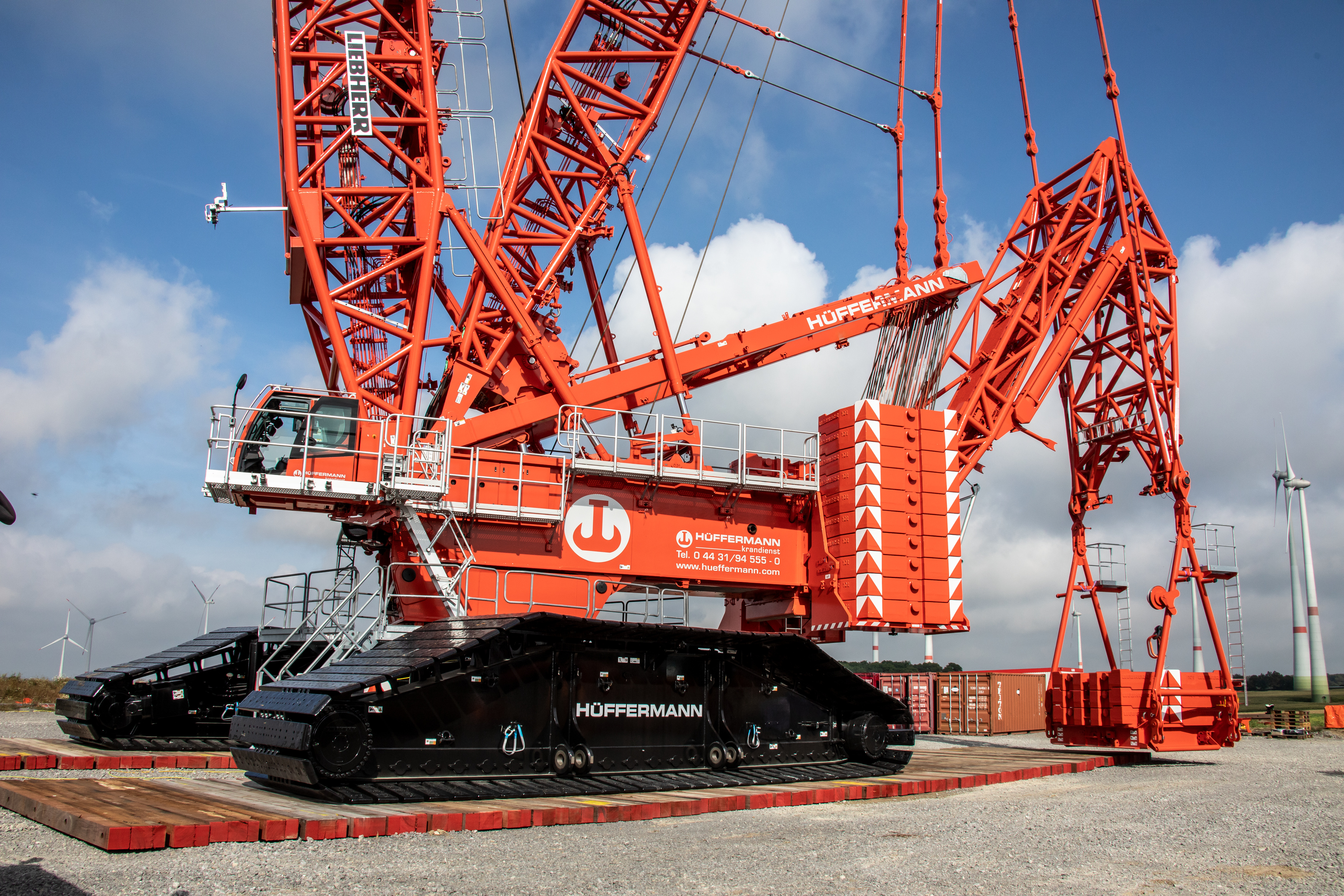
Liebherr-Raupenkran LR11000 für Schwerlastlogistik

Der achtachsige Fahrzeugkran Liebherr LTM 1500-8.1 ist mit einem vierteiligen 50 m langen, oder einem siebenteiligen 84 m langen Teleskopausleger ausgestattet und verfügt damit über einen der weltweit längsten Teleskopausleger. Ein zusätzlicher Masttransporter ist nicht erforderlich da der Teleskopmast fest montiert ist.

### Liebherr LR 11000
Der Raupenkran LR 11000 ist auf eine Transportbreite von 3,5 m und eine Transporthöhe von 3,2 m ausgelegt, sodass der Bauweise ein wirtschaftliches Transportkonzept zu Grunde liegt. Der LR 11000 wird z. B. für Montagearbeiten in der Windindustrie eingesetzt. Der Kran erreicht Hubhöhen von bis zu 166 m und Ausladungen bis zu 11 m. Die Tragfähigkeit beträgt 1000 t.

## Größte Raupenkrane der Welt
Hersteller der weltgrößten Raupenkrane, bezogen auf die Tragfähigkeit, sind Tadano Demag, früher Terex-Demag bzw. Terex Cranes Germany, und Liebherr.

### Modelle von Tadano Demag (ehemals Terex-Demag)
Der am meisten im Markt vertretene Raupenkran über 1.000 t Tragfähigkeit ist der Terex-Demag CC 8800 mit einer Tragfähigkeit von 1.250 t und einem maximalen Lastmoment von 22.000 mt. Das Nachfolgemodell CC 8800-1 hat eine Tragfähigkeit von 1.600 t und ein maximales Lastmoment von über 24.000 mt. Erstmals wurde 2007 ein CC 8800-1 durch Zusatzkomponenten zu einem CC 8800-1 Twin mit einer Tragfähigkeit von 3.200 t und einem Lastmoment von 44.000 mt erweitert. Dabei sind zwei Systeme, deren Masten mehrfach durch Querstreben verbunden sind, auf einer Grundplatte montiert. Keine Komponente ist breiter als 3,5 m und die Transportgewichte nahezu aller Komponenten liegen unter 40 t. Die Länge des Hauptauslegers beträgt 117 m. Mit einem wippbaren Hilfsausleger ergibt sich eine maximale Hakenhöhe von 235 m.
Ebenso von Terex Cranes Germany ist der drittstärkste Raupenkran, der CC 12600, mit einer Tragfähigkeit von ebenfalls 1.600 t.

### Modelle von Liebherr
Der Liebherr LR 13000 ist mit seiner Tragfähigkeit von 3.000 t bei 12 m Ausladung der größte Raupenkran in konventioneller Bauweise. Mit maximal 120 m Hauptmast und 126 m Wippspitze ergibt sich eine maximale Hakenhöhe von 240 m. Durch eine höhere Drehbühnenlast und den neu entwickelten Drehkranz, der ein hohes Drehmoment übertragen kann, kann der Kran im Teillastbereich ohne Derrick-Ballast betrieben werden, eine Einzigartigkeit in dieser Größenordnung. Auch für den LR 13000 ist das von Liebherr neu entwickelte System des P-Auslegers (PowerBoom) anwendbar, wo der untere Teil des Hauptauslegers durch nebeneinanderliegende Teilmaste verdoppelt wird, was Torsionskräfte kompensiert und eine höhere Tragkraft bei großen Mastlängen zulässt. Die zusammengebaute Hakenflasche wiegt alleine 111 t und ist 9,7 m hoch, das Herzstück davon wiegt 31,6 t. Zum Transport werden auch die 82 t schweren Ketten abgenommen und die 128 t schweren Kettenträger aus Gewichtsgründen in Hälften geteilt. Zerlegt haben alle Teile ein Gewicht von maximal 70 t und eine Breite von 4 m. Der 4,5 m breite Drehkranz wird dabei diagonal transportiert. Damit ist eine Grenze für dieses Kranformat erreicht. Das erste Stück wurde im Mai 2012 verkauft und ab Ende Juli 2012 zum ersten Produktiveinsatz in der BP-Raffinerie in Whiting (Indiana) aufgebaut, wo ein größeres Modernisierungsprojekt durchgeführt wird.
Ein weiterer Raupenkran von Liebherr in dieser Klasse ist der LR 11350 mit einer Tragfähigkeit von 1.350 t und einer Hakenhöhe von 223 m.